# Campages asthenia
Campages asthenia är en armfotingsart som först beskrevs av Dall 1920.  Campages asthenia ingår i släktet Campages och familjen Dallinidae. Inga underarter finns listade i Catalogue of Life.